# Lori Nelson
Lori Nelson, pseudonimo di Dixie Kay Nelson (Santa Fe, 15 agosto 1933 – Los Angeles, 23 agosto 2020), è stata un'attrice statunitense, attiva in cinema e televisione fino al 2005. Ebbe un periodo di maggior notorietà negli anni cinquanta.

## Biografia
Pronipote del generale statunitense John Pershing, Lori Nelson apparve come attrice bambina in produzioni teatrali locali. Dopo la laurea alla Canoga Park High School, in California, vinse un concorso di bellezza e lavorò come modella e nel 1950 firmò un contratto con la casa cinematografica Universal Pictures.
Fece il suo esordio sul grande schermo nel western Là dove scende il fiume (1952) di Anthony Mann e nello stesso anno interpretò il ruolo di Barbara Atwood in Francis all'Accademia (1952) e quello di Rosie Kettle nella commedia Ma and Pa Kettle at the Fair (1952), personaggio che riprese tre anni più tardi in Ma and Pa Kettle at Waikiki (1955).
Dopo alcune apparizioni in pellicole western come I senza legge (1953) e La storia di Tom Destry (1954), recitò al fianco di John Agar nel fantascientifico La vendetta del mostro (1955), sequel della pellicola Il mostro della laguna nera, prodotto l'anno precedente e divenuto un classico del genere. Sempre nel 1955 apparve inoltre ne Il mostro del pianeta perduto, altra pellicola appartenente al filone di fantascienza popolare durante gli anni cinquanta, e al fianco di Jack Palance in Tutto finì alle sei, drammatico remake di Una pallottola per Roy.
Tra gli altri film del periodo, da ricordare Mezzogiorno di... fifa (1956), penultima apparizione della coppia Dean Martin-Jerry Lewis, La principessa dei Moak (1956), accanto a Scott Brady, Ragazze senza nome (1957), al fianco di Mamie Van Doren, pellicola incentrata sui temi allora emergenti della gioventù problematica.
Verso la fine degli anni cinquanta la carriera cinematografica della Nelson volse al declino, e l'attrice lavorò in seguito per la televisione, comparendo per una stagione nella serie How to Marry a Millionaire ispirata all'omonimo film del 1953 con Marilyn Monroe. Allontanatasi dalle scene nel 1961, dopo un'interruzione di una decina d'anni ritornò sul set nel 1971 per recitare in un episodio della serie televisiva Tre nipoti e un maggiordomo. La sua ultima apparizione risale al 2005 in The Naked Monster, una produzione horror a basso budget.

## Filmografia

### Cinema
- Là dove scende il fiume (Bend of the River), regia di Anthony Mann (1952)
- Ma and Pa Kettle at the Fair, regia di Charles Barton (1952)
- Francis all'Accademia (Francis Goes to West Point), regia di Arthur Lubin (1952)
- Ma and Pa Kettle at Waikiki, regia di Lee Sholem (1953)
- Desiderio di donna (All I Desire), regia di Douglas Sirk (1953)
- The All American, regia di Jesse Hibbs (1953)
- Walking My Baby Back Home, regia di Lloyd Bacon (1953)
- I senza legge (Tumbleweed), regia di Nathan Juran (1953)
- La storia di Tom Destry (Destry), regia di George Marshall (1954)
- Il tesoro sommerso (Underwater!), regia di John Sturges (1955)
- La vendetta del mostro (Revenge of the Creature), regia di Jack Arnold (1955)
- Sogno d'amore (Sincerely Yours), regia di Gordon Douglas (1955)
- Tutto finì alle sei (I Died a Thousand Times), regia di Stuart Heisler (1955)
- Il mostro del pianeta perduto (Day the World Ended), regia di Roger Corman (1955)
- La principessa dei Moak (Mohawk), regia di Kurt Neumann (1956)
- Mezzogiorno di... fifa (Pardners), regia di Norman Taurog (1956)
- Hot Rod Girl, regia di Leslie H. Martinson (1956)
- Ragazze senza nome (Untamed Youth), regia di Howard W. Koch (1957)
- Jeff Blain il figlio del bandito (Outlaw's Son), regia di Lesley Selander (1957)
- Gaúcho Negro, regia di Jessel Buss (1991)
- Mom, Can I Keep Her?, regia di Fred Olen Ray (1998)
- The Naked Monster, regia di Wayne Berwick e Ted Newsom (2005)

### Televisione
- It's a Great Life – serie TV, episodi 1x25-1x27 (1955)
- Climax! – serie TV, episodi 1x37-3x10 (1955-1956)
- The 20th Century-Fox Hour – serie TV, episodio 2x18 (1957)
- The Pied Piper of Hamelin – film TV (1957)
- How to Marry a Millionaire – serie TV, 39 episodi (1957-1958)
- Ricercato vivo o morto (Wanted: Dead or Alive) – serie TV, episodio 1x31 (1959)
- The Texan – serie TV, episodio 1x37 (1959)
- Carovane verso il West (Wagon Train) – serie TV, 1 episodio (1959)
- The Millionaire – serie TV, 1 episodio (1959)
- General Electric Theater – serie TV, episodio 8x04 (1959)
- Sugarfoot – serie TV, episodio 3x08 (1959)
- Tales of Wells Fargo – serie TV, 1 episodio (1959)
- Lock-Up – serie TV, episodio 2x07 (1960)
- Ispettore Dante (Dante) – serie TV, episodio 1x14 (1961)
- The Tab Hunter Show – serie TV, 2 episodi (1960-1961)
- Laramie – serie TV, 1 episodio (1961)
- Bachelor Father – serie TV, 1 episodio (1961)
- Whispering Smith – serie TV, episodio 1x14 (1961)
- Armstrong Circle Theatre – serie TV, 2 episodi (1961)
- Tre nipoti e un maggiordomo (Family Affair) – serie TV, episodio 5x22 (1971)
- Assassinio in famiglia (Secret Sins of the Father) – film TV (1994)

## Doppiatrici italiane
- Fiorella Betti in Tutto finì alle sei, Mezzogiorno di... fifa, Il mostro del pianeta perduto
- Miranda Bonansea in Là dove scende il fiume, Desiderio di donna
- Micaela Giustiniani ne I senza legge, La storia di Tom Destry
- Dhia Cristiani ne Il tesoro sommerso
- Maria Pia Di Meo ne La vendetta del mostro